# Unico indizio: una sciarpa gialla
Unico indizio: una sciarpa gialla (La Maison sous les arbres) è un film del 1971 diretto da René Clément, tratto dal romanzo The Children Are Gone di Arthur Cavanaugh (in Italia E tutto accadde per mancanza d'amore, Mondadori, 1968) e presentato fuori concorso al Festival di Cannes 1971.

## Trama
A Parigi un matematico statunitense si dedica completamente agli studi, vivendo assieme alla famiglia, moglie e due figli piccoli. La moglie è in cura presso uno psicanalista e commette varie stranezze. Vengono rapiti i figli della coppia da un'organizzazione che riceveva segreti industriali dal matematico. Il ricatto è la restituzione dei figli se il matematico ritornerà a essere spia. I bambini verranno poi ritrovati.

## Produzione
Il film è stato girato a Parigi.

## Distribuzione
Il film è stato presentato al Festival di Cannes 1971 e distribuito il 9 giugno 1971. In Italia il 14 gennaio 1972, negli USA il 25 ottobre 1972.